# Pławisko
Pławisko (niem. Holzriese, słow. Plavnisko, węg. Facsúsztató) – rówień w środkowej części Doliny Jaworzynki w słowackich Tatrach Bielskich.
W miejscowej gwarze pławiskiem nazywano miejsce, do którego zimą nanoszone były przez śnieg gałęzie, kora, suche drzewa, itd. Pławisko w dolinie Jaworzynki położone jest na wysokości około 1080 m i przez jego środek przepływa Jaworzyński Potok. Powyżej Pławiska dolina zacieśnia się i zamienia w wąski i ku górze coraz bardziej stromy żleb.
Pławisko znajduje się na obszarze ochrony ścisłej TANAP-u i jest niedostępne turystycznie. Prowadzony tutaj jest jednak wyrąb drzewa i odstrzał zwierząt. Pławisko jest też skrzyżowaniem kilku dróg i ścieżek. Przez Pławisko przebiega dobra i szeroka droga leśna z Mąkowej Polany na Przełęcz pod Koszarzyskiem oraz ścieżki na Jaworzyński Przechód i na Przełęcz nad Siką. Na południowo-zachodnim zboczu Pławiska znajduje się ambona.